# Britof
Britof este o localitate din comuna Kranj, Slovenia, cu o populație de 1.657 de locuitori.